# Définition du terrorisme
Pour un article plus général, voir Terrorisme.
La définition du terrorisme couvre, au sens le plus large, l'utilisation de la violence intentionnelle pour atteindre des objectifs idéologiques, qu'ils soient politiques ou religieux. Il existe différentes définitions, mais seules les définitions académiques font consensus, dont en particulier celle publiée par Schmid et AJ Jongman en 1988 et revisitée en 2011[réf. nécessaire].
Il est également défini dans des textes légaux de différents États comme un crime. Des principes communs définissant le terrorisme sont aussi nécessaires pour établir un consensus sur le phénomène au niveau du droit international et pour favoriser la coopération entre les corps de sécurité de différents pays dans la lutte anti-terroriste. Ces principes communs situeraient le terrorisme entre un acte de guerre en temps de paix et un crime de guerre commis par un organisme non étatique.

## Les notions liées au terrorisme
Le terrorisme est généralement défini comme l'usage de la terreur, en particulier contre des populations. Cependant il n'existe pas de définition précise du terme ni de typologie reconnue, du fait d'un manque de consensus entre sociologues et de la complexité de l'étude du terrorisme. Pour accroître la confusion, le terrorisme n'est pas nécessairement de la violence politique et il n'existe pas de définition précise de ce qu'est une « guerre conventionnelle ». Schmid et Jongman (1988) retrouvent dans les définitions académiques et officielles du terrorisme : la violence (83,5%), des objectifs politiques (65%), provoquant la peur et la terreur (51%), de la violence arbitraire et aveugle (21%) et contre des civils, des non-combattants ou des étrangers (17,5%). Le terrorisme est également défini dans les contextes politiques, juridiques, psychologiques et criminologiques.
La recherche d'un consensus sur une définition du terrorisme a fait émerger des notions pouvant servir de critère dans la définition du terrorisme. Toutefois des divergences existent sur certaines de ces notions.
Les notions considérées peuvent être les suivantes :
- Le terrorisme implique de cibler aussi bien des civils que des militaires, en dehors des règles de la guerre[5].
- L’acte a des motivations idéologiques, qu'elles soient politiques ou religieuses ou mixtes.
- L’acte doit impliquer des violences ou la menace de violences, mais la notion de menace peut être subjective.
- Un acte de terrorisme vise à créer un fort impact psychologique.
- Le terrorisme est généralement le fait d’entités infra-étatiques, pas de l’État. Au niveau international, ce point est sujet à controverses.

## Tentatives de définition
L'utilisation de la violence à des fins politiques est commune aux États et aux groupes non étatiques. La difficulté est d'arriver à un accord sur une base déterminant quand l'usage de la violence est spécifiquement terroriste. Certaines de ces définitions sont cependant larges, comme le Terrorism Act 2000.
Ainsi, en France, en 2015, le procès du groupe de Tarnac a conduit à s'interroger sur la définition du terrorisme en droit français : pour le ministère public les sabotages de plusieurs lignes de TGV en 2008 doivent être jugés avec la circonstance aggravante d’« entreprise terroriste » alors que, pour la juge d'instruction, il n'y a pas de caractère terroriste : si les sabotages ont occasionné un « désagrément aux usagers » et « désorganisé » le réseau SNCF, ils n’ont à aucun moment « intimidé ou terrorisé tout ou partie de la population », au sens de l’article 421-1 du code pénal qui définit l’infraction terroriste. Cette controverse a été tranchée en ce sens par la Cour de cassation dans un arrêt du 10 janvier 2017.
Les Nations unies souhaitent adopter une convention pour interdire le terrorisme mais n'y parviennent pas en l'absence d'une définition juridique commune.

### Commentaire
Pour le journaliste Jason Burke :

« Il y a de multiples façons de définir le terrorisme, et toutes sont subjectives. La plupart définissent le terrorisme comme “l'utilisation ou la menace de grave violence” pour promouvoir quelque “cause”. Certaines précisent clairement les types de groupes (“sous-nationaux”, “non-étatiques”) ou de cause (politique, idéologique, religieuse) auxquels elles se réfèrent. D'autres comptent simplement sur l'instinct de la plupart des gens quand ils sont confrontés à un acte qui implique que des civils innocents soient tués ou mutilés par des hommes armés d'explosifs, d'armes à feu ou d'autres armes. Aucune n'est satisfaisante, et il subsiste de graves problèmes dans l'utilisation du terme. Le terrorisme est, après tout, une tactique. Le terme “guerre contre le terrorisme” est donc complètement irrationnel. Comme je n'ai pas la place ici pour explorer ce débat complexe et difficile, ma préférence va, en gros, au terme moins chargé de “militantisme”. Ceci n'est pas une tentative pour excuser ces actions, simplement pour les analyser plus clairement. »

— Al Qaeda, ch. 2, p. 22

## Recensement des définitions

### Dictionnaires
- Le Petit Robert :
  - 1. Politique des années 1793-1794 en France
  - 2. (cour.) Emploi systématique de la violence pour atteindre un but politique […] et spécialement ensemble des actes de violence, des attentats, des prises d'otage civils qu'une organisation politique commet pour impressionner un pays (le sien ou celui d'un autre).
- Dictionnaire Larousse en ligne : Ensemble d'actes de violence (attentats, prises d'otages, etc.) commis par une organisation ou un individu pour créer un climat d'insécurité, pour exercer un chantage sur un gouvernement, pour satisfaire une haine à l'égard d'une communauté, d'un pays, d'un système[8].
- Encyclopédie Hachette : Le terrorisme désigne soit des actes violents — sabotages, attentats, assassinats, prises d'otages… — commis pour des motifs politiques par des individus isolés ou organisés, soit un régime de violence créé et utilisé par un gouvernement qui cherche à conserver le pouvoir face à des ennemis intérieurs ou extérieurs.
- Encyclopædia Universalis : La terreur est un état, une peur exacerbée, mais, depuis la Révolution française, c'est aussi un régime politique, voire un procédé de gouvernement, permettant au pouvoir en place de briser, à force de mesures extrêmes et d'effroi collectif, ceux qui lui résistent. Le terrorisme, quant à lui, s'il est d'abord action, n'en recouvre pas moins une notion voisine puisque, dépassant souvent le stade de l'initiative ponctuelle pour devenir une véritable stratégie, il postule l'emploi systématique de la violence, pour impressionner soit des individus afin d'en tirer profit, soit, plus généralement, des populations, soumises alors, dans un but politique, à un climat d'insécurité. Dans l'un et l'autre cas, il a pour caractéristique majeure de rechercher un impact psychologique, hors de proportion, comme le souligne Raymond Aron dans Paix et guerre entre les nations, avec les effets physiques produits et les moyens utilisés.
- L'Oxford English Dictionary « gouvernement par l'intimidation tel qu'il a été mené par le parti au pouvoir en France pendant la Révolution » […] « une politique ayant pour but de frapper de terreur ceux contre laquelle elle est adoptée ; l'emploi de méthodes d'intimidation ; le fait de terroriser ou la condition d'être terrorisé. »
- Le Dictionnaire Webster définit le terrorisme comme l'« acte de terroriser, ou l'état d'être terrorisé ; specif. :

a Le régime de la Terreur.
b Un mode de gouvernement, ou de s'opposer au gouvernement, par l'intimidation.
c Toute politique d'intimidation. »
- Dans l’Oxford Concise Dictionary of Politics (2e édition), la définition du terme commence par : « Terme sans accord parmi les analystes gouvernementaux ou académiques, mais presque invariablement utilisé dans un sens péjoratif, la plupart du temps pour décrire des actions menaçant la vie perpétrées par des groupes sous-étatiques auto-légitimés à buts politiques. »
- L’American Heritage Dictionary définit le terrorisme comme « l'utilisation ou menace d'utilisation illégale de la force ou de la violence par une personne ou un groupe organisé contre des personnes ou des biens avec l'intention d'intimider ou de forcer des sociétés ou des gouvernements, souvent pour des raisons idéologiques ou politiques. »

### Nations unies
- Bien que l'Organisation des Nations unies n'ait pas encore accepté une définition du terrorisme[9], la « définition de consensus académique » de l'ONU, rédigée par l'expert en terrorisme A.P. Schmid et largement utilisée en sciences sociales, est la suivante :

« Le terrorisme est une méthode d'action violente répétée inspirant l'anxiété, employée par des acteurs clandestins individuels, en groupes ou étatiques (semi-)clandestins, pour des raisons idiosyncratiques, criminelles ou politiques, selon laquelle — par opposition à l'assassinat — les cibles directes de la violence ne sont pas les cibles principales. Les victimes humaines immédiates de la violence sont généralement choisies au hasard (cibles d'occasion) ou sélectivement (cibles représentatives ou symboliques) dans une population cible, et servent de générateurs de message. Les processus de communication basés sur la violence ou la menace entre les (organisations) terroristes, les victimes (potentielles), et les cibles principales sont utilisés pour manipuler la (le public) cible principale, en faisant une cible de la terreur, une cible d'exigences, ou une cible d'attention, selon que l'intimidation, la coercition, ou la propagande est le premier but. »
- La définition légale courte de l'ONU, également proposée par A.P. Schmid, est : « l'équivalent en temps de paix d'un crime de guerre[9]. »
- En novembre 2004, un « groupe de personnalités de haut niveau » et le secrétaire général ont proposé de définir le terrorisme comme « tout acte commis dans l’intention de causer la mort ou des blessures graves à des civils ou à des non-combattants, qui a pour objet, par sa nature ou son contexte, d’intimider une population ou de contraindre un gouvernement ou une organisation internationale à accomplir un acte ou à s’abstenir de le faire[11]. »
- L'assemblée générale des Nations unies considère le terrorisme comme suit : « Les actes criminels qui, à des fins politiques, sont conçus ou calculés pour provoquer la terreur dans le public, un groupe de personnes ou chez des particuliers sont injustifiables en toutes circonstances et quels que soient les motifs de nature politique, philosophique, idéologique, raciale, ethnique, religieuse ou autre que l’on puisse invoquer pour les justifier[5]. »

### OCDE
L'OCDE a recommandé une liste de critères, préparée par le Comité des assurances de l'OCDE, et adoptée par le Conseil de l'OCDE le 15 décembre 2004.

### Union européenne
La convention européenne sur la répression de l'activité terroriste (1977) ne contient pas de définition de l'activité terroriste.

« Tout acte destiné à tuer ou blesser grièvement un civil ou toute autre personne qui ne participe pas directement aux hostilités dans une situation de conflit armé, lorsque par sa nature ou par son contexte, cet acte vise à intimider une population ou à contraindre un gouvernement ou une organisation internationale à accomplir ou à s'abstenir d'accomplir un acte quelconque. »

— Convention européenne du 10 janvier 2000 pour la répression du financement du terrorisme
La « décision-cadre du Conseil du 13 juin 2002 relative à la lutte contre le terrorisme » spécifie dans son article 1er que :

« […] soient considérés comme infractions terroristes les actes intentionnels visés aux points a) à i), tels qu'ils sont définis comme infractions par le droit national, qui, par leur nature ou leur contexte, peuvent porter gravement atteinte à un pays ou à une organisation internationale lorsque l'auteur les commet dans le but de:
- gravement intimider une population ou
- contraindre indûment des pouvoirs publics ou une organisation internationale à accomplir ou à s'abstenir d'accomplir un acte quelconque ou
- gravement déstabiliser ou détruire les structures fondamentales politiques, constitutionnelles, économiques ou sociales d'un pays ou une organisation internationale;
a) les atteintes contre la vie d'une personne pouvant entraîner la mort;
b) les atteintes graves à l'intégrité physique d'une personne;
c) l'enlèvement ou la prise d'otage;
d) le fait de causer des destructions massives à une installation gouvernementale ou publique, à un système de transport, à une infrastructure, y compris un système informatique, à une plate-forme fixe située sur le plateau continental, à un lieu public ou une propriété privée susceptible de mettre en danger des vies humaines ou de produire des pertes économiques considérables;
e) la capture d'aéronefs et de navires ou d'autres moyens de transport collectifs ou de marchandises;
f) la fabrication, la possession, l'acquisition, le transport ou la fourniture ou l'utilisation d'armes à feu, d'explosifs, d'armes nucléaires, biologiques et chimiques ainsi que, pour les armes biologiques et chimiques, la recherche et le développement;
g) la libération de substances dangereuses, ou la provocation d'incendies, d'inondations ou d'explosions, ayant pour effet de mettre en danger des vies humaines;
h) la perturbation ou l'interruption de l'approvisionnement en eau, en électricité ou toute autre ressource naturelle fondamentale ayant pour effet de mettre en danger des vies humaines;
i) la menace de réaliser l'un des comportements énumérés aux points a) à h). »

Cette définition étant interchangeable avec celle d'un acte de guerre, la décision-cadre précise qu'elle « ne régit pas les activités des forces armées en période de conflit armé, […] et les activités menées par les forces armées d'un État dans l'exercice de leurs fonctions officielles. »

### France
La France soutient la définition du « groupe de personnalités de haut niveau » de l'ONU.
Cependant, la définition donnée dans l'article 421-1 du code pénal est beaucoup plus large car elle ne se limite ni aux buts politiques, ni aux attaques contre les civils :

« Constituent des actes de terrorisme, lorsqu'elles sont intentionnellement en relation avec une entreprise individuelle ou collective ayant pour but de troubler gravement l'ordre public par l'intimidation ou la terreur, les infractions suivantes :
- Les atteintes volontaires à la vie, […] à l'intégrité de la personne, l'enlèvement et la séquestration ainsi que le détournement d'aéronef, de navire […] ;
- Les vols, les extorsions, les destructions, dégradations et détériorations, ainsi que les infractions en matière informatique […] ;
- [certaines] infractions en matière de groupes de combat et de mouvements dissous […] ;
- [certaines] infractions en matière d'armes, de produits explosifs ou de matières nucléaires […] ;
- Le recel du produit de l'une des infractions [précédentes] ;
- [certaines] infractions de blanchiment ;
- [certains] délits d'initié. »

L'article 421-2 ajoute tout acte d'empoisonnement de l'atmosphère, du sol, des aliments, des eaux…
L'article 421-2-1 ajoute toute complicité organisée, à savoir le fait de « participer à un groupement formé ou à une entente établie en vue de la préparation […] d'[…]actes de terrorisme[…] », tandis que l'article 421-2-2 ajoute le financement d'une entreprise terroriste.

### États-Unis
Les États-Unis ont défini le terrorisme dans le Federal Criminal Code comme : « … activités impliquant des actes violents… <ou menaçant la vie>… en violation des lois criminelles des États-Unis ou de tout État et… apparaissant destinées (i) à intimider ou contraindre une population civile; (ii) à influencer la politique d'un gouvernement par l'intimidation ou la contrainte; ou (iii) à affecter la conduite d'un gouvernement par destruction de masse, assassinat, ou kidnapping. »
Selon l'article 22 de l'United States Code, section 2656f(d) :
- Le terme « terrorisme » signifie violence préméditée, motivée politiquement, perpétrée contre des cibles non-combattantes par des groupes sous-nationaux ou des agents clandestins, habituellement dans l'intention d'influencer un public.
- Le terme « terrorisme international » signifie terrorisme impliquant des citoyens ou le territoire de plus d'un pays.
- Le terme « groupe terroriste » signifie tout groupe pratiquant, ou qui comprend des sous-groupes significatifs qui pratiquent, le terrorisme international. Les non-combattants incluent à la fois les personnels militaires et civils qui ne sont pas armés ou sont en repos au moment… « Nous considérons également comme actes de terrorisme les attaques contre des installations militaires ou contre du personnel militaire armé quand il n'existe pas de situation d'hostilités militaires sur le site, comme le bombardement de bases US. »

Edward Peck, ancien chef de mission des États-Unis en Irak et ambassadeur en Mauritanie, a exprimé l'opinion suivante : 

« En 1985, quand j'étais directeur adjoint de la Task Force sur le terrorisme de Reagan, […] ils nous ont demandé de produire une définition du terrorisme qui pourrait être utilisée par tout le gouvernement. Nous en avons produit environ six, et dans absolument chaque cas, elles furent rejetées, parce qu'une lecture attentive indiquait que notre propre pays avait été impliqué dans une de ces activités. […] Après que la task force eut terminé son travail, le Congrès s'y est mis, et vous pouvez regarder dans le Code U.S. Titre 18, section 2331, et lire la définition américaine du terrorisme. Et l'un d'eux là dedans dit—un des termes, “terrorisme international”, signifie “activités qui”, je cite, “apparaissent avoir pour but d'affecter la conduite d'un gouvernement par destruction de masse, assassinat ou kidnapping.” […] Oui, bien, certainement, vous pouvez penser à un certain nombre de pays qui ont été impliqués dans de telles activités. Le nôtre en est. Israël en est un autre. Et donc, le terroriste, bien sûr, est dans l'œil du spectateur. »

#### Lois et agences gouvernementales
- Code des règlements fédéraux des États-Unis : « … L'utilisation illégale de la force ou de la violence contre des personnes ou des biens pour intimider ou contraindre un gouvernement, la population civile, ou toute partie de celle-ci, pour atteindre des objectifs politiques ou sociaux[21]. »
- Actuelle U.S. national security strategy : « violence préméditée contre des innocents, motivée politiquement. »
- Département de la Défense des États-Unis : « utilisation calculée de violence illégale pour instiller la peur; dans le but de contraindre ou d'intimider des gouvernements ou des sociétés dans la poursuite de buts qui sont généralement politiques, religieux ou idéologiques. »
- USA PATRIOT Act : « activités qui (A) comportent des actes dangereux pour la vie humaine qui sont une violation des lois criminelles des États-Unis ou de tout État, qui (B) apparaissent destinées (i) à intimider ou contraindre une population civile, (ii) à influencer la politique d'un gouvernement par l'intimidation ou la contrainte, ou (iii) à affecter la conduite d'un gouvernement par destruction de masse, assassinat, ou kidnapping, et (C) se produisent principalement dans le cadre de la juridiction territoriale des États-Unis. »
- Le National Counterterrorism Center des États-Unis (NCTC) décrivait un acte terroriste comme étant : « prémédité; perpétré par un agent subnational ou clandestin; motivé politiquement, incluant potentiellement des motivations religieuses, philosophiques, ou culturellement symboliques; violent; et perpétré contre une cible non-combattante[22]. »

### Royaume-Uni
- Le Terrorism Act 2000 britannique définit le terrorisme de façon à inclure non seulement les offenses violentes contre des personnes et des dommages physiques aux biens, mais aussi des actes "conçus sérieusement pour interférer avec ou sérieusement perturber un système électronique"[23]. Toutefois les actes couverts par la définition devraient aussi être (a) conçus pour influencer le gouvernement ou intimider le public ou une section du public, ET (b) être faits dans le but de faire avancer une cause politique, religieuse ou idéologique.[ces trois derniers termes n'étant pas définis dans l'Acte[23].

### Liban
Selon le Code pénal libanais l'article 314 prévoit que « sont compris dans l'expression actes de terrorisme tous faits dont le but est de créer un état d'alarme, qui auront été commis par des moyens susceptibles de produire un danger commun, tels qu'engins explosifs, matières inflammables, produits toxiques ou corrosifs, agents infectieux ou microbiens. »
Il existe donc deux conditions : l'une se rattachant au but de l'acte qui doit créer un état d'alarme, l'autre au moyen utilisé pour procéder l'acte qui doit être susceptibles de produire un danger commun, qui est défini à son tour par une énumération de moyens.

### Individus
- Omar Malik Brookings : La première utilisation reconnue de « terrorisme » et de « terroriste » date de 1795, faisant référence au Régime de la Terreur institué par le gouvernement français. Bien sûr, les Jacobins, qui dirigeaient le gouvernement à ce moment, étaient aussi des révolutionnaires et graduellement « terrorisme » en est venu à être appliqué à des activités révolutionnaires violentes en général. Mais l'utilisation de « terroriste » dans un sens anti-gouvernemental n'est pas attesté avant 1866 (se référant à l'Irlande) et 1883 (se référant à la Russie). En l'absence d'un accord sur le sens, faire des lois contre le terrorisme est particulièrement difficile. La dernière loi britannique anti-terrorisme contourne le problème en listant 21 organisations terroristes internationales par leur nom. L'appartenance à celles-ci est illégale dans le Royaume-Uni.
- Brian Michael Jenkins : « Le terrorisme est l'usage ou la menace de l'usage de la force dans le but de provoquer des changements politiques. »
- François-Bernard Huyghe : « méthode de lutte d’acteurs non étatiques et clandestins commettant des attentats à buts politiques sur des cibles symboliques. »
- Walter Laqueur : « Le terrorisme constitue l'usage illégitime de la force pour obtenir un objectif politique quand la cible est constituée de personnes innocentes. »
- James M. Poland : « Le terrorisme est le meurtre, la mutilation et la menace prémédités, délibérés et systématique des innocents pour créer de la peur et de l'intimidation afin de gagner un avantage politique ou tactique, habituellement pour influencer un public. »
- M. Cherif Bassiouni : « Le 'terrorisme' n'a jamais été défini… »[25].
- L. Ali Khan : « Le terrorisme germe de l'existence de groupes lésés[26]. »
- Jack Gibbs (1989) : « Le terrorisme est la violence ou menace de violence illégale dirigée contre des objets humains ou non humains, sous réserve qu'elle: (1) soit tentée ou ordonnée en vue d'altérer ou de maintenir au moins une norme putative dans au moins une unité de territoire ou de population; (2) ait un caractère secret, furtif, et/ou clandestin dont les participants attendent qu'il dissimule leur identité personnelle et/ou leur future localisation; (3) ne soit pas tentée ou ordonnée pour assurer la défense permanente d'une quelconque région; (4) ne soit pas de la guerre conventionnelle et qu'à cause de la dissimulation de leur identité personnelle, de leur future localisation, de leurs menaces, et ou de leur mobilité spatiale, les participants se perçoivent comme moins vulnérables à une action militaire conventionnelle; et (5) soit perçue par les participants comme contribuant au but normatif déjà décrit (supra) en inculquant la peur de la violence chez des personnes (peut être d'une catégorie indéfinie) autres que la cible immédiate de la violence réelle ou menacée et/ou en attirant l'attention sur une cause. »
- Eisenzweig : « Les Conventions de la Haye (1970) et de Montréal (1971) concernant le terrorisme aérien ou la Convention européenne sur la répression du terrorisme ne contiennent pas davantage de définition propre de l'activité subversive… Pas davantage les législations étrangères ne semblent fournir d'éléments de réponse : ainsi l'article 129-a du code pénal allemand, l'article 270 bis du code pénal italien ou l'article 8 de la loi pénale espagnole du 26 décembre 1984 invoquent la notion de terrorisme sans la déterminer »
- R. R. Baxter : « Nous avons de bonnes raisons de regretter que le concept de terrorisme nous ait été infligé… Le terme est imprécis, il est ambigu, et, surtout, il ne sert aucun objectif juridique concret[27]. »
- Boaz Ganor (en) (doyen et titulaire de la chaire de contre-terrorisme à l’université d'Herzliya) : « Le terrorisme est un ensemble d’actes de violence visant une population civile de façon systématique et indiscriminée dans le but d’obtenir un gain politique[réf. nécessaire]. »

### Autres
- Société des Nations Convention (1937) : tous les actes criminels dirigés contre un État dans l'intention ou dans le but de créer un état de terreur dans l'esprit de certaines personnes ou d'un groupe de personnes ou du grand public.

Les conventions de la Haye (1970) et de Montréal (1971) ne contiennent pas de définition propre du terrorisme.

## Le terrorisme dans un contexte régional
La notion de terrorisme est fréquemment décrite dans le cadre d'un pays ; exemples :
- Terrorisme en France
- Terrorisme dans l'Union européenne
- Terrorisme au Canada
- Terrorisme en Grèce
- Terrorisme au Japon
- Terrorisme palestinien
- Terrorisme au Royaume-Uni
- Terrorisme en Russie
- Terrorisme en Nouvelle-Zélande
- Terrorisme en Indonésie